# دیوید فرناندز (بازیکن فوتبال، زاده ۱۹۸۵)
دیوید فرناندز (انگلیسی: David Fernández؛ زادهٔ ۶ آوریل ۱۹۸۵) بازیکن فوتبال اهل اسپانیا است.
از باشگاه‌هایی که در آن بازی کرده‌است می‌توان به باشگاه فوتبال رئال اویدو، باشگاه فوتبال اتلتیکو مادرید، و باشگاه فوتبال اتلتیکو مادرید بی اشاره کرد.